# Nigel Olsson

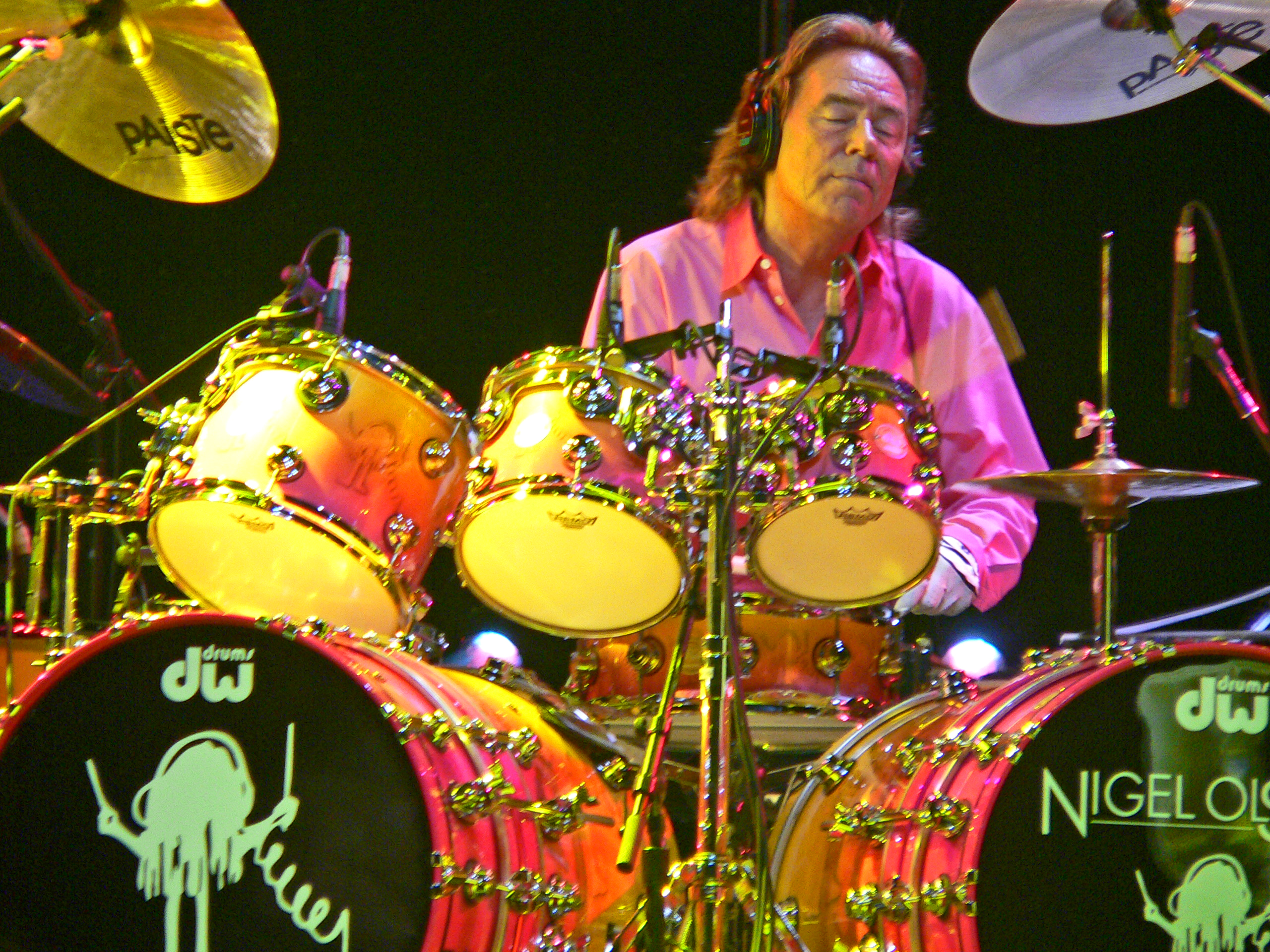
Nigel Olsson (2007)

Nigel Olsson (* 10. Februar 1949 in Wallasey, Merseyside, England) ist ein Schlagzeuger, der insbesondere als Musiker der Band von Elton John bekannt ist.

## Werdegang
1970 war Nigel Olsson vorübergehend Schlagzeuger der Band Uriah Heep.
Bereits zu Beginn von Elton Johns Karriere, beim 1971 erschienenen Album Tumbleweed Connection, gehörte er mit dem Gitarristen Davey Johnstone, dem Bassisten Dee Murray und dem Percussionisten Ray Cooper zur „Stammformation“ der Band, die Johns erfolgreichste Jahre begleitete.
Zwischen 1975 und 1980 war Olsson als Studiomusiker aktiv und veröffentlichte selbst mehrere Alben, allerdings mit mäßigem Erfolg. 1979 gelangen ihm zwei Top-40-Hits in den USA: Dancin’ Shoes erreichte Platz 18, Little Bit of Soap einige Wochen danach Platz 34. Beide Titel waren auch Top-10-Erfolge in den Adult-Contemporary-Charts von Billboard.
Von 1980 bis 1984 arbeitete er wieder mit der ursprünglichen Band von Elton John zusammen und war an den Aufnahmen von fünf Alben Elton Johns und dessen Tourneen beteiligt. Seit 2000 ist Nigel Olsson wieder festes Mitglied der Band von Elton John, sowohl bei Studioaufnahmen als auch bei Tourneen.
Am 13. Juni 2009 spielte Nigel Olsson in Bristol/GB das 1500. Konzert an der Seite von Elton John.
Seine Markenzeichen sind die Handschuhe und die Kopfhörer, die er während der Konzerte trägt.

## Eigene Veröffentlichungen
- 1971: Nigel Olsson's Drum Orchestra And Chorus
- 1975: Nigel Olsson
- 1975: Drummers Can Sing Too!
- 1978: Nigel Olsson
- 1979: Nigel
- 1980: Changing Tides
- 2001: Move the Universe